# Pocket Bike

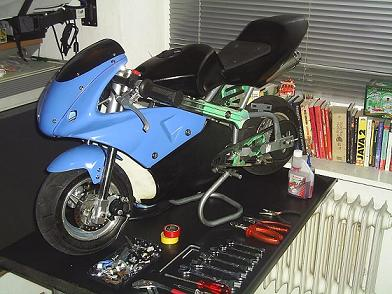
Typisches Pocket Bike

Als Pocket Bike (englisch „Taschenmotorrad“) werden motorisierte Zweiräder bezeichnet, die die Maße 110 cm × 50 cm × 50 cm nicht überschreiten. Sie sind zu unterscheiden von den größeren Minibikes, die mindestens 50 cm³ Hubraum haben. Optisch lehnen sich Pocket Bikes meist an existierende Motorräder an.

## Technik

### Motor
Die Mehrzahl der Pocket Bikes werden von Zweitaktmotoren mit einem Hubraum von 39 bis 50 cm³ angetrieben, da diese kompakte einfache Technik bieten. Es werden sowohl luft- als auch wassergekühlte Motoren verwendet, die unabhängig von der Bauweise meist mit einem Seilzug-, seltener über einen elektrischen Starter angelassen werden. Die Motoren werden über Vergaser mit Kraftstoff gespeist. Üblich sind Flachschieber- und Rundschiebervergaser. Gelegentlich werden auch Unterdruck-Membranvergaser verwendet. Zunehmend werden mittlerweile ölgekühlte Viertaktmotoren verschiedenster Hersteller mit einem Hubraum von 80 bis 110 cm³ verwendet.

### Kupplung und Antrieb
Üblicherweise verfügen Pocket Bikes nicht wie ihre großen Vorbilder über komplizierte Schaltgetriebe. Stattdessen wird die Antriebsenergie über eine Fliehkraftkupplung an ein kleines Ritzel übertragen, das die Energie über eine Antriebskette an das Kettenblatt weitergibt. Diese Antriebstechnik wird in Datenblättern meistens als Automatik bezeichnet. Mögliche Übersetzungsverhältnisse sind ein Ritzel von sechs bis elf Zähnen und ein Kettenblatt mit 60 bis 80 Zähnen. Eine andere Antriebsart hat das Dirtbike. Dabei wird die Leistung des Motors auf eine Fliehkraftkupplung, dann auf eine Untersetzung und schließlich wie bei dem Pocketbike auf ein kleines Ritzel übertragen, das die Leistung über eine Antriebskette an das Hinterradritzel weitergibt.

### Bremsen
- Vorderrad-Scheibenbremsen (starr oder schwimmend gelagert) bis 160 mm Durchmesser, Einfach- oder Doppelscheibe, in der Regel mit schwimmend gelagertem Einkolbenbremssattel über einen Seilzug betätigt
- Hinterradscheibenbremse (starr gelagert) bis 110 mm Durchmesser, in der Regel handelt es sich hierbei aber um schwimmend gelagertem Einkolbenbremssattel über einen Seilzug betätigt

Mittlerweile gibt es auch hydraulische Bremsanlagen mit Mehrkolbenbremssattel.

## Motorsport
Ein Pocketbike ist fast immer ein Motorsportgerät und sollte daher nur mit geeigneter Sicherheitsausrüstung (Helm, Handschuhe, Lederkombi) gefahren werden.
Es gibt zahlreiche Meisterschaften in den einzelnen Ländern (zum Beispiel die deutsche Meisterschaft) sowie auch eine Europameisterschaft. Das Reglement der deutschen Meisterschaft teilt die Fahrer in vier Klassen ein:
- In Klasse 1 und 2 nehmen Schüler bis 16 Jahren mit Maschinen einer Leistung bis zu 7 PS teil.
- Klasse 3, Senior Mini, ab 16 Jahren, Zweitakter bis 50 cm³ und Viertakter bis 90 cm³ ohne Leistungsbeschränkung
- Klasse 4, Senior Midi, wie Klasse 3, jedoch mit Midibikes (etwas größer).

In den Klassen 1 bis 4 sind ausschließlich Markenbikes bekannter Hersteller zugelassen. Zusätzlich gibt es noch die Klasse 5, Chinabikes, die aber sehr selten ausgeschrieben wird.

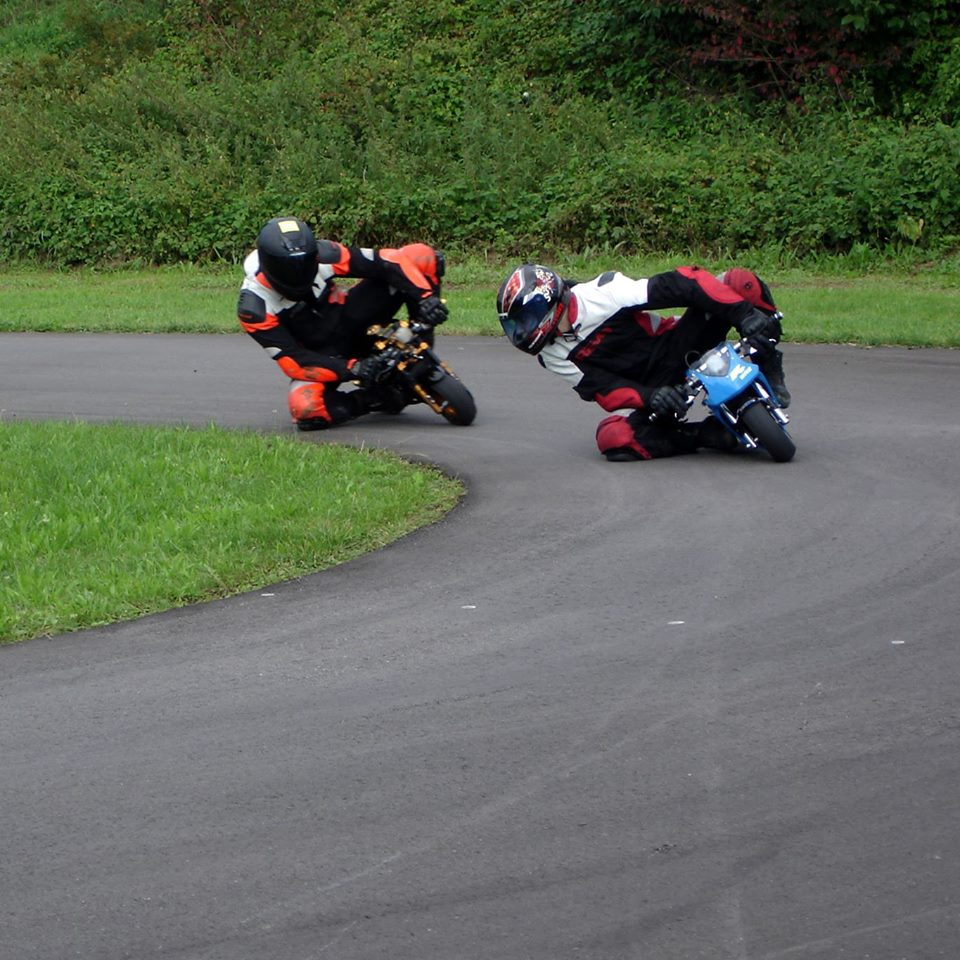
Auf der Kartbahn

## Rechtliche Situation in Deutschland
Das Fahren von Pocketbikes im öffentlichen Straßenverkehr ist zumeist nicht erlaubt. Stand 2020 ist es in Deutschland nicht möglich, eine Zulassung zu erhalten, da die Fahrzeuge fast nie den Anforderungen der Straßenverkehrs-Zulassungs-Ordnung entsprechen. Daraus folgt ein fehlender Versicherungsschutz. Zudem wird auf öffentlichen Straßen stets eine Fahrerlaubnis (meist Klasse A oder A1) benötigt. Wer ein solches Kraftfahrzeug ohne Zulassung, Versicherungsschutz oder Fahrerlaubnis im öffentlichen Straßenverkehr führt, macht sich strafbar. Der Betrieb ist auch auf Feld- und Waldwegen sowie auf nicht vollkommen abgesperrten Parkplätzen nicht erlaubt.